# 5. Nemzetközi Fizikai Diákolimpia
Az 5. Nemzetközi Fizikai Diákolimpiát (1971) Bulgáriában, Szófiában rendezték 1971. július 2. és július 12. között. Hét ország harminchárom versenyzője vett részt.
A magyar csapat egy I. díjat (aranyérmet), egy II. díjat (ezüstérmet) és egy III. díjat (bronzérmet) szerzett, ezzel 1. lett az országok közötti pontversenyben. 

(Az elérhető maximális pontszám: 5×48=240 pont volt)

## Országok eredményei pont szerint
|    | Ország                      | Pont | Arany | Ezüst | Bronz |
| -- | --------------------------- | ---- | ----- | ----- | ----- |
| 1. | Magyarország                | 197  | 1     | 1     | 2     |
| 2. | Szovjetunió                 | 192  |       |       |       |
| 3. | Románia                     | 184  |       |       |       |
| 4. | NDK                         | 183  |       |       |       |
| 5. | Csehszlovákia (4 versenyző) | 169  |       |       |       |
| 6. | Lengyelország (4 versenyző) | 157  |       |       |       |
| 7. | Bulgária                    | 128  |       |       |       |

## A magyar csapat
A magyar csapat tagjai voltak:
| Név             | Iskola                        | Város    | Pontszám | Díj   |
| --------------- | ----------------------------- | -------- | -------- | ----- |
| Tichy-Rács Ádám | Eötvös József Gimnázium       | Budapest | 48       | Arany |
| Mosó Tamás      | Eötvös József Gimnázium       | Budapest |          | Ezüst |
| Iglói Ferenc    | Radnóti Miklós Gimnázium      | Szeged   |          | Bronz |
| Gács Lajos      | Landler Jenő Technikum        | Budapest |          | Bronz |
| Szabó Zoltán    | Apáczai Csere János Gimnázium | Budapest |          | Ezüst |